# Душан Керкез
Душан Керкез (Београд, 1. мај 1976) је бивши босанскохерцеговачки фудбалер који је играо као везни играч. Тренутно је тренер фудбалског клуба Ботев из Пловдива.

## Клупска каријера
У сезони 2001–02. Керкез је редовно играо за ФК Раднички Обреновац и помогао клубу да се пробије у Прву лигу СР Југославије први пут у историји. Потом се преселио у Босну и Херцеговину и придружио се ФК Леотару лета 2002. године, помажући им да освоје државно првенство у свом дебитантском наступу.
Након две године у Леотару, Керкез је у лето 2004. године прешао у мостарски Зрињски, славивши своју другу лигашку титулу у јединој сезони у клубу. Потом се преселио у Хрватску и потписао са ФК Ријеком, освојивши државни куп у првој години.
У лето 2007. године Керкез је прешао у кипарски клуб АЕЛ Лимасол. Са клубом је провео четири сезоне, пре него што је у лето 2011. прешао на страну супарничког ривала Ариса.

## Репрезентација
Керкез је први позив у састав Босне и Херцеговине добио од селектора Блажа Слишковића почетком 2004. године.
Пет пута је играо за национални тим, последњи пут 2006. године.

## Успеси

### Играч
Леотар
- Премијер лига Босне и Херцеговине: 2002/03

Зрињски Мостар
- Премијер лига Босне и Херцеговине:2004/05

Ријека
- Куп Хрватске: 2005/06.

### Тренер
АЕЛ Лимасол
- Куп Кипра: 2018/19.